# Familles Cambier
Pour les articles homonymes, voir Cambier.
Plusieurs familles Cambier dont le nom signifie brasseur en picard et qui ne sont pas reliées entre elles par les auteurs donnant leurs généalogies,,,,,, semblent trouver leur berceau dans le Hainaut belge ou français.

## Famille Cambier (Tournai)

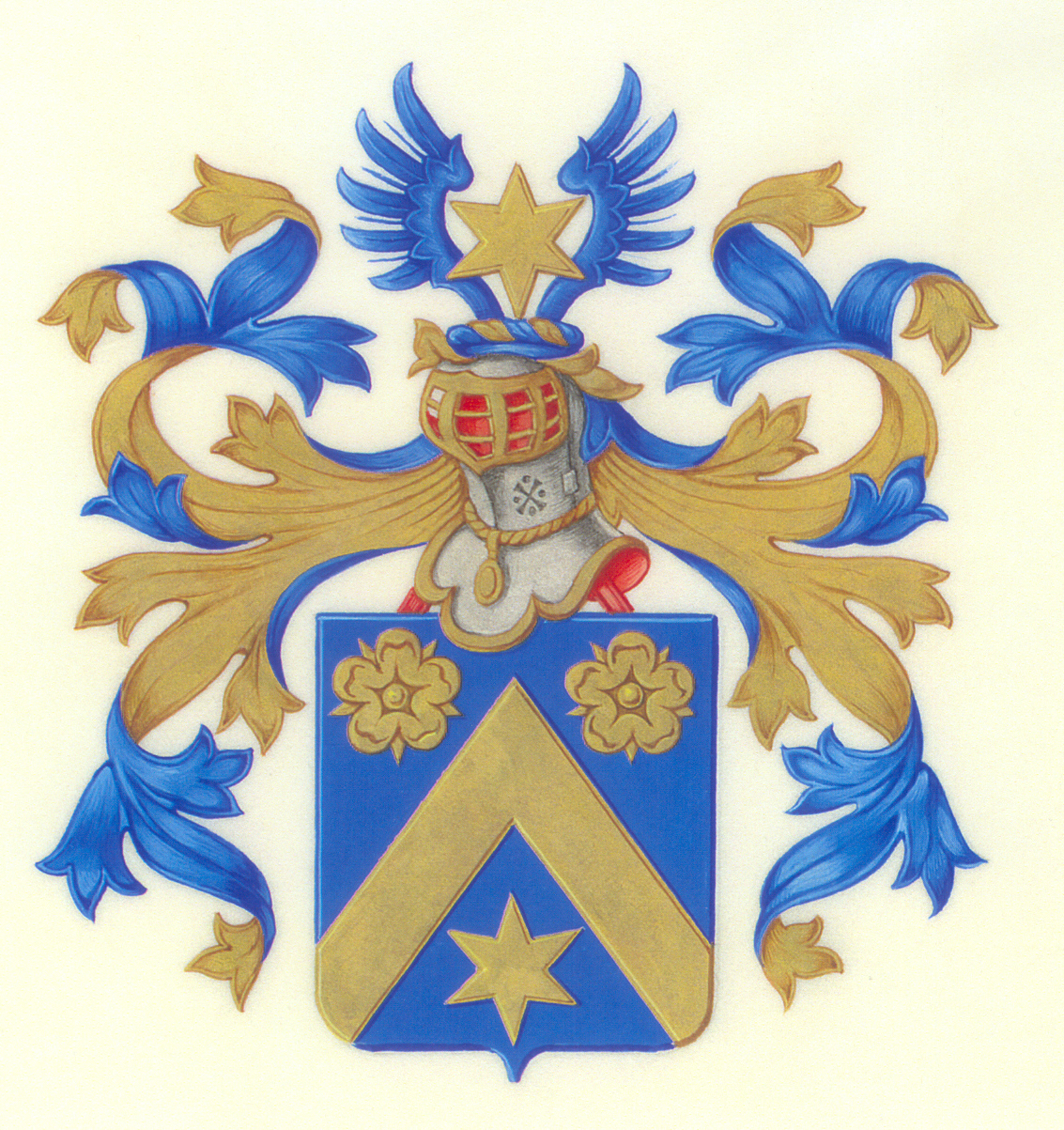
Armes de Jean Cambier, bourgeois de Tournai sur un claveau de porte au musée d'histoire et d'archéologie de Tournai et vitrail dans le crypte de la cathédrale Saint-Bavon de Gand.

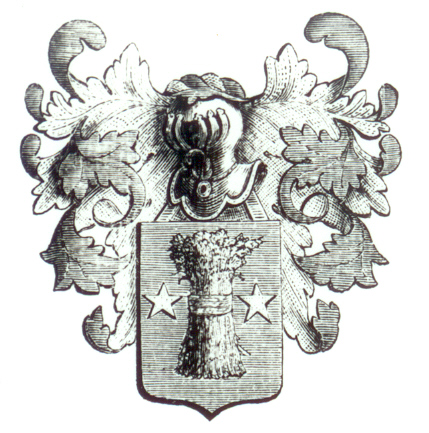
Armes sur la pierre tombale de Pierre Cambier, Dominus de Prée du 4 mai 1619 à la cathédrale Notre-Dame d'Anvers.

Selon Anciennes familles de Belgique (2008) de Jean-François Houtart, la famille belge Cambier, originaire de Tournai est classée 89e sur 2000, parmi les plus anciennes familles de Belgique et a une filiation qui remonte à 1424 avec Olivier Cambier, maître-artilleur (Il serait le fils d'un Pierre Cambier) qui eut pour fils Pierre Cambier, né vers 1425, marié avec Agnès de Le Fosse qui lui apporta la seigneurie de la Lozerie à Escanaffles.
Pierre Cambier eut pour fils Jean Cambier, bourgeois de Tournai, grand-doyen des métiers de la ville de Tournai après son père, qui fit sculpter ses armes d'azur à un chevron, accompagné en chef de deux roses et en pointe d'une étoile à six rais, le tout d'or sur un claveau en pierre de Tournai de la porte de sa maison à Tournai et eut trois enfants : un fils ainé, Maître Jehan Cambier issu d'un premier mariage (auteur d'une branche aînée) , et un fils cadet, Pierre Cambier (auteur d'une branche cadette), ainsi qu'une fille, d'une seconde alliance.
Branche ainée à Tournai puis fixée à Renaix en 1675 (subsistante)
- Maître Jehan Cambier hérita de la seigneurie de La Lozerie à Escanaffles que sa famille conserva jusqu'en 1603[12]. En 1502, Jean Cambier, bourgeois de Tournai, est inscrit pour tenu du fief de La Lozerie à Escanaffles, contenant 12 bonniers[11];
- en 1565, François Cambier, fils de feu Jean, demeurant à Tournai, releva le fief, et, en 1579, Marguerite Coulin, sa veuve, le releva pour Antoine Cambier, son fils, âgé de 10 ans[13]. Elle conserva ce fief jusqu'en 1603[12].

Une descendance de cette branche se fixa en 1675 à Renaix, où on trouve des Cambier négociants en textile au XVIIIe siècle et industriels au XIXe siècle. Un rameau installé à Ath comme ébénistes donna à la fin du XIXe siècle trois députés d'arrondissement en Belgique  et Ernest François Cambier (1844-1909), officier et explorateur belge.
Branche cadette à Tournai et Douai (éteinte)
- Pierre Cambier fut à l'origine de la branche cadette à Tournai et Douai (éteinte) dont une sous-branche fixée à Anvers[5] posséda le fief de Le Prée à Cordes (Belgique) jusqu'en 1619 (date de décès de Pierre Cambier dont la pierre tombale armoriée en la cathédrale Notre-Dame d'Anvers porte d'azur à la botte de foin et deux étoiles, le tout d'or[15]).
- Nicaise Cambier (grand oncle et parrain de Nicaise Cambier, fils de Pierre Cambier, apothicaire, et de Jeanne Béghin)[16] qui testa en 1649 et acquit en 1627 la bourgeoisie de la ville de Tournai, fut l'auteur d'une branche qui se fixa ensuite à Douai où elle donna des greffiers au Parlement de Flandre. Un de ses descendants, Maximilien-Joseph-Désiré Cambier, avocat au parlement prit à la fin du XVIIIe siècle le nom Cambier de Hautbonnier[2].
- Pierre Cambier, apothicaire à Tournai, marié en 1611 à Jeanne Béghin[16] fut le père de Jean Cambier († 1673), marchand à Tournai[17], et l'auteur d'une branche restée dans cette ville qui donna Michel-Dominique Cambier (1669-1737), membre du magistrat de Tournai de 1669 à 1694, conseiller du roi et contrôleur du trésorier des États de la ville Tournai en 1696 [18] puis, dès 1707, trésorier-général des États de Tournai et du Tournaisis, marié à Elisabeth Lefebvre[19]. Ses armes, enregistrées dans l'Armorial général de France en 1696, portent d'azur à un chevron, accompagné en chef de deux roses et en pointe d'une étoile, à six rais, le tout d'or[20],[18],[21].

## Famille Cambier de Buhat  (Wargnies-le-Grand)

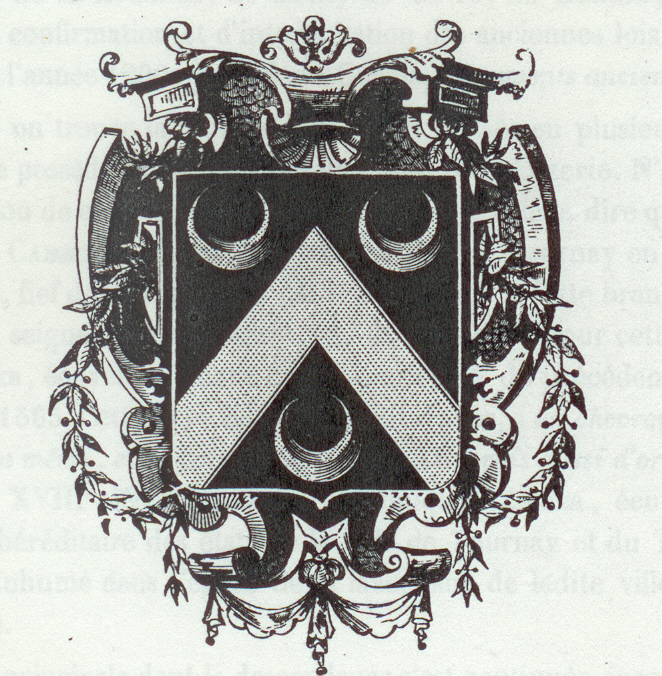
Armes de la famille Cambier de Buhat,.

La famille Cambier de Buhat est une famille française originaire de Wargnies-le-Grand près de Valenciennes dans le département du Nord.
Contrairement à Claude Drigon, marquis de Magny, dans son Livre d'or de la Noblesse de France (1847), Paul Denis du Péage dans ses Mélanges généalogiques (1925) n'indique aucun lien entre cette famille Cambier du Valenciennois et la famille Cambier originaire de Tournai et en donne une généalogie qui remonte à Amand Cambier (1613-1686), seigneur de Calomé à Bermerain, mayeur de Wargnies-le-Grand, près de Valenciennes, marié en secondes noces à Martine Paien.
Amand Cambier fut père de :
- Nicolas Cambier, sieur de Calomé (1653-1733), receveur et bailli de Wargnies-le-Grand, marié en 2e noces à Marie-Isabelle Desvignes, d'où postérité[3].
- Pierre-Amand Cambier (1666-1743), juge consul et échevin de Valenciennes, marié en 1700 à Marie-Jeanne Lelièvre, d'où postérité[3].

Amand Cambier était censier à Wargnies-le-Grand près de Valenciennes, sa fortune lui permit vers 1680 d'installer son fils, Pierre-Amand, comme marchand de toilettes à Valenciennes. Les revenus de ce dernier lui permirent d'acheter au prix de 105 920 livres le fief et la cense de Buat à Beaudignies, non loin de Le Quesnoy, à la famille d'Anneux, marquis de Wargnies
Le fils cadet de Pierre Amand, Pierre-Louis Cambier (1720-1795), écuyer, seigneur de la Motte et de Grand Villers, marié à Marie-Jeanne de Wallers, acheta en 1748 une charge de conseiller-secrétaire du roi auprès du Parlement de Flandre,,. Il eut 12 enfants dont deux fils, décédés sans alliances. Son frère, Jacques-Ignace-Joseph Cambier, né en 1718, qualifié de chevalier par Denis du Péage, marié à Marie-Anne-Françoise de Wallers, sœur de Marie-Jeanne, accéda de son côté à la noblesse par une charge anoblissante de conseiller près du Parlement de Flandres le 13 mai 1744,. Il succéda à M. Dubois d'Havelay. Tout comme son frère, il n'a pas de descendance agnatique.
Un cousin de Pierre-Louis Cambier, Nicolas-François Cambier, tenait la cense du marquis de Wargnies et ses 125 hectares; son père, Nicolas Cambier, fermier à Wargnies-le-Grand, assuré lui aussi de revenus très confortables lui avait laissé la gérance de la cense du château de Wargnies appartenant à la famille d'Anneux, marquis de Wargnies, avant de se retirer à Valenciennes où il mourut en 1733.
Philippe-Noël-Albert Cambier de Buhat, né à Valenciennes en 1765, indiqué comme seigneur de Buhat par Paul Denis du Péage, figure en tant que comte de Buhat au procès-verbal de l’assemblée générale des trois ordres du bailliage du Quesnoy, et des bailliages secondaires de Bouchain, Condé, Mortagne, Saint-Amand et Valenciennes, daté du 15 avril 1789, comme étant présent, représentant également ses cousins de Cambier Desfontaines, absents,.
La famille Cambier de Buhat avait pour armes de sable au chevron d'argent, accompagné de trois croissants de même,
Cette famille s'est éteinte à Nantes en 1888.

## Famille Cambier (Valenciennes)
Cette famille Cambier, originaire de Valenciennes, a une filiation connue qui remonte à Simon Cambier, fils de Jean, marié à Anne Le Clercq. Elle donna à partir du XVIe siècle des marchands et bourgeois de Lille.
Martin Cambier, reçu bourgeois de Lille en 1600, s'établit à Anvers pour le commerce.
Elle posséda au XVIIe siècle les seigneuries de La Neufville, Simoncourt et Bretaigne.
Elle avait pour armes d'azur au chevron d'or accompagné en chef de deux têtes et cols de licorne affrontées d'argent et en pointe d'une sirène du même et une bordure componée d'or et de gueules.

## Famille Cambier (Ennetières)
Cette famille Cambier, originaire d'Ennetières près de Lille, a une filiation connue qui remonte à Henri Cambier, mort avant 1529 qui eut pour fils Piat Cambier, né à Ennetières-en-Weppes, qui acheta la bourgeoisie de Lille le 8 janvier 1529.
Elle donna à partir du XVIIe siècle des médecins et bourgeois de Lille.
Elle avait pour armes d'azur à un arbre d'or accompagné de deux lions affrontés du même.

## Famille Cambier (Bury - Tourpes - Dour, Belgique)

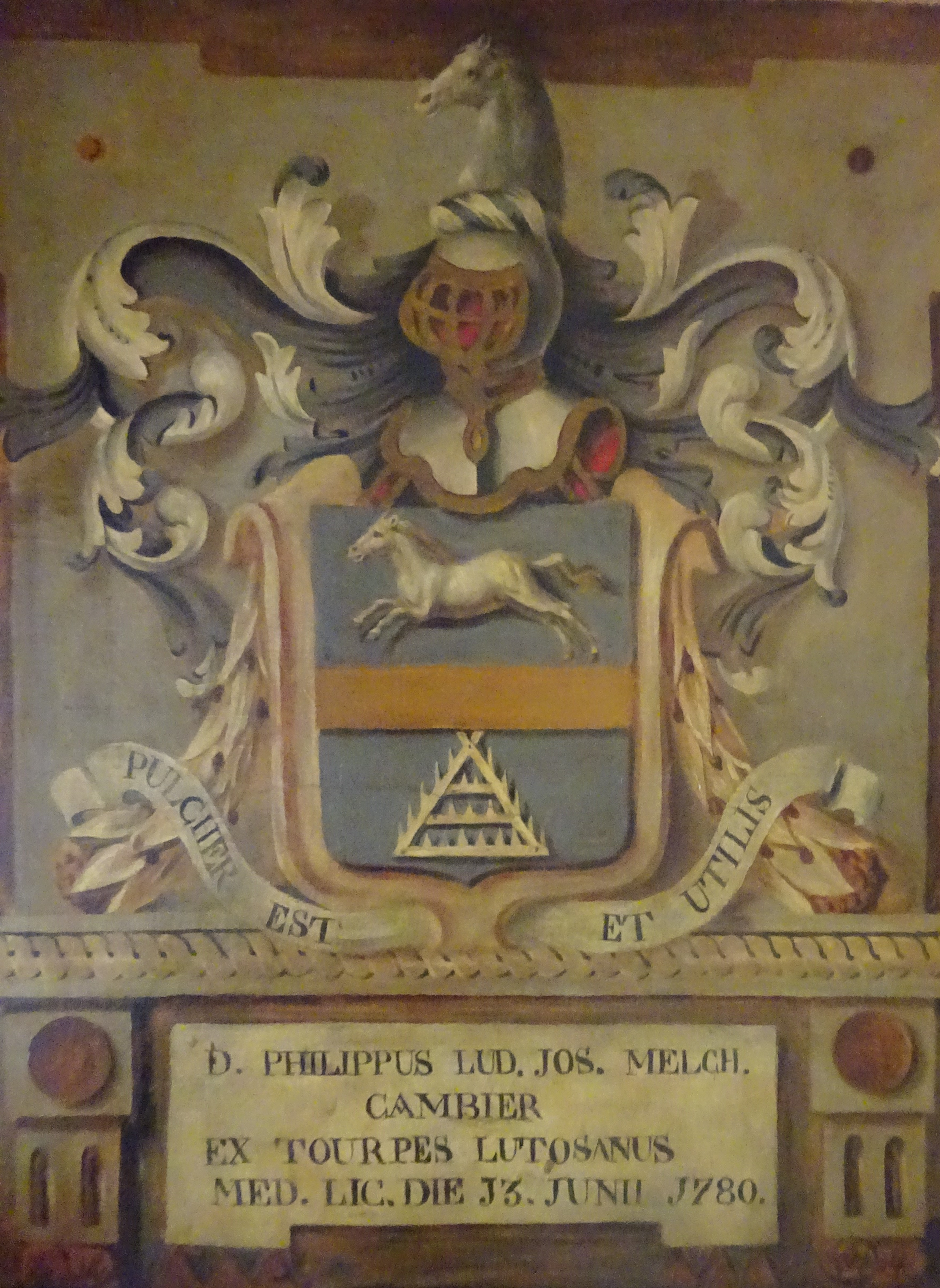
Armes de Philippe-Louis-Joseph-Melchior Cambier, de Tourpes, reçu médecin le 13 juin 1780

Cette famille Cambier habitait au XVe siècle le village de Bury, près de Péruwelz en Belgique, où elle se exerçait la profession de brasseur. Elle se fixa ensuite à Tourpes près de Leuze-en-Hainaut (Belgique).
Sa généalogie débute avec Jean Cambier marié à Jacqueline Crombeau à la fin du XVe siècle. Leur descendant Philippe-Louis-Joseph-Melchior Cambier, né à Tourpes le 6 janvier 1758, médecin à Dour dès 1780 fut le père d'Étienne-Joseph Cambier, né le 17 novembre 1797, médecin à Tournai, président de la commission médicale de Tournai et de la province du Hainaut, conseiller communal de Tournai; de Jean-François-Joseph Cambier, né à Dour le 2 juillet 1799, avocat et avoué près du tribunal de Mons et de Louis-Joseph Cambier, né à Dour le 11 octobre 1802, notaire à Elouges, commandant des volontaires du canton en 1830, puis, conseiller communal de Dour et d'Elouges et conseiller provincial du Hainaut.

## Famille Cambier et Cambier van Nooten (Pays-Bas)
Cette famille Cambier fixée aux Pays-Bas serait issue de Daniel Cambier, né vers 1566 à Courtrai ou Tournai, marié le 29 août 1592 à Amsterdam à Marie le Roux,.

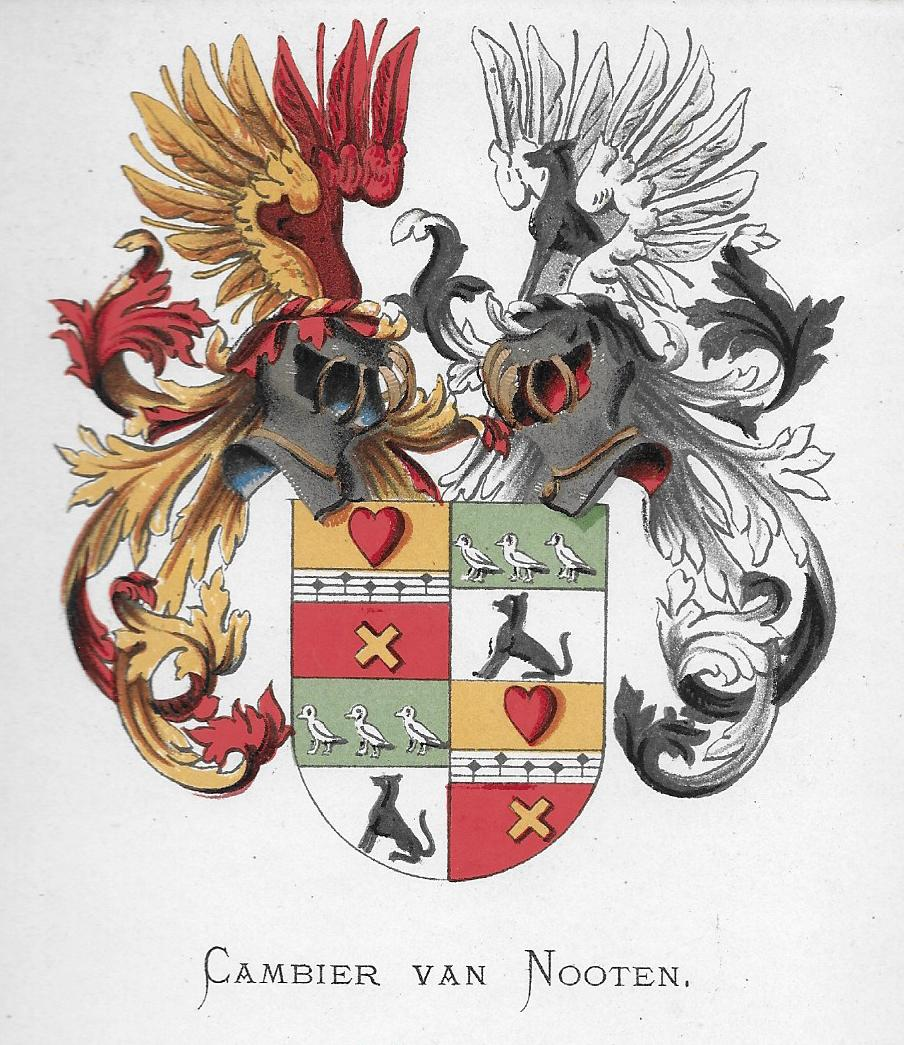
Armes famille Cambier van Nooten

Sa filiation suivie débute avec Jean Cambier qui épousa Corina Prangh à la fin du XVIIe siècle. Elle donna des Penningsmeesters (trésoriers) du Pays de Vianen, des bourgmestres de Vianen, des membres des États Provinciaux de la Hollande du Sud, des capitaines de vaisseau, des coloniaux au Cap-de-Bonne-Espérance  et à Menado (Indes Orientales) où l'un d'eux devint gouverneur ainsi que Jacob Jan Cambier (1756-1831), homme politique néerlandais. Lors de son séjour en Hollande le marquis de La Fayette s'installa le 20 mars 1799 dans la résidence Buitenlust à Vianen, louée à Jacob Jan Cambier.
Elle a pour armes coupé, au 1 de sinople à trois oiseaux d’argent ; au 2 d'argent au lévrier assis de sable. Cimier : le lévrier assis entre un vol d'argent et de sable.
Une famille van Nooten après une alliance en 1807 avec la famille Cambier prit le nom Cambier van Nooten et écartela ses armes de celles de la famille Cambier.